# Зафаробод (джамоат)
Джамоат посёлка Зафаробод (тадж. Ҷамоати шаҳраки Зафаробод) — джамоат в Зафарабадском районе Согдийской области Республики Таджикистан.
Административный центр — пгт Зафаробод.
Население — 27148 человек (2020 год; 26 586 в 2017 году).
В состав джамоата входят 5 сёл и 1 пгт:
| Населённый пункт | Прежние названия | Население, чел. (2017) |
| ---------------- | ---------------- | ---------------------- |
| Бахт             |                  | 1902                   |
| Зарбдор          |                  | 599                    |
| Зафар            | 50-лет Октября   | 1265                   |
| Зафарабад        | Айни             | 18600                  |
| Логин            |                  | 2861                   |
| Хайробод         | Кипчок           | 1359                   |